# 秋篠宮
秋篠宮是日本皇室現存的宮家之一， 在1990年6月29日因上皇明仁的第二皇子文仁親王和川嶋紀子成婚而創設，是明仁上皇唯一的直宮家，也是目前最新創設的宮家。

## 概略
「秋篠宮」的宮號由來，是取自於日本奈良縣奈良市的「秋篠」一地（現在編為秋篠町）。而作為文仁親王宮號的其他候補包括古代親王任國（上總國、上野國）為由來的上總宮、上野宮等。秋篠宮是平成時代唯一創立的宮家。
已故的高松宮宣仁親王妃宣仁親王妃喜久子曾將有栖川流書道傳授給當時的禮宮文仁親王。

## 秋篠宮邸
作為秋篠宮家居所的秋篠宮邸位於東京都港區赤坂御用地內。
2019年，隨著天皇德仁繼位，秋篠宮文仁親王成為皇嗣，秋篠宮家花費約33億日圓改建秋篠宮邸。改建期間，秋篠宮家暫居於赤坂御用地內約9億8千萬日圓新建的「御仮寓所」。原定2022年3月搬遷入改修後的秋篠宮邸，因工程延宕而延期至半年後。

## 成員
| 名稱           | 讀音 | 出生日期       | 皇位継承 順位 | 攝政 就任順位 | 加入时间   |
| -------------- | ---- | -------------- | ------------- | ------------- | ---------- |
| 皇嗣文仁親王   |      | 1965年11月30日 | 第1位         | 第1位         | 1990年创设 |
| 文仁親王妃紀子 |      | 1966年9月11日  |               |               | 1990年嫁入 |
| 佳子內親王     |      | 1994年12月29日 |               | 第7位         | 1994年出生 |
| 悠仁親王       |      | 2006年9月6日   | 第2位         | 第2位         | 2006年出生 |

## 前成員
| 名称       | 读音 | 出生日期       | 脱离时间   | 备注         |
| ---------- | ---- | -------------- | ---------- | ------------ |
| 眞子内親王 |      | 1991年10月23日 | 2021年降嫁 | 后名小室眞子 |

## 外部連結
- 秋篠宮家のご活動 - 宮内庁 （页面存档备份，存于）